# Fried. Krupp Motoren- und Kraftwagenfabriken
La Fried. Krupp Motoren- und Kraftwagenfabriken GmbH (Krupp Krawa) fu una società del gruppo industriale Krupp, oggi ThyssenKrupp AG, che produsse diversi tipi di mezzi trasporto a marchio „Krupp“. La produzione iniziò nel primo dopoguerra nel 1919 e finì nel 1968. Tra il 1946 e il 1954 il nome „Krupp“ fu sostituito da „Südwerke“.

## Storia

### Origini

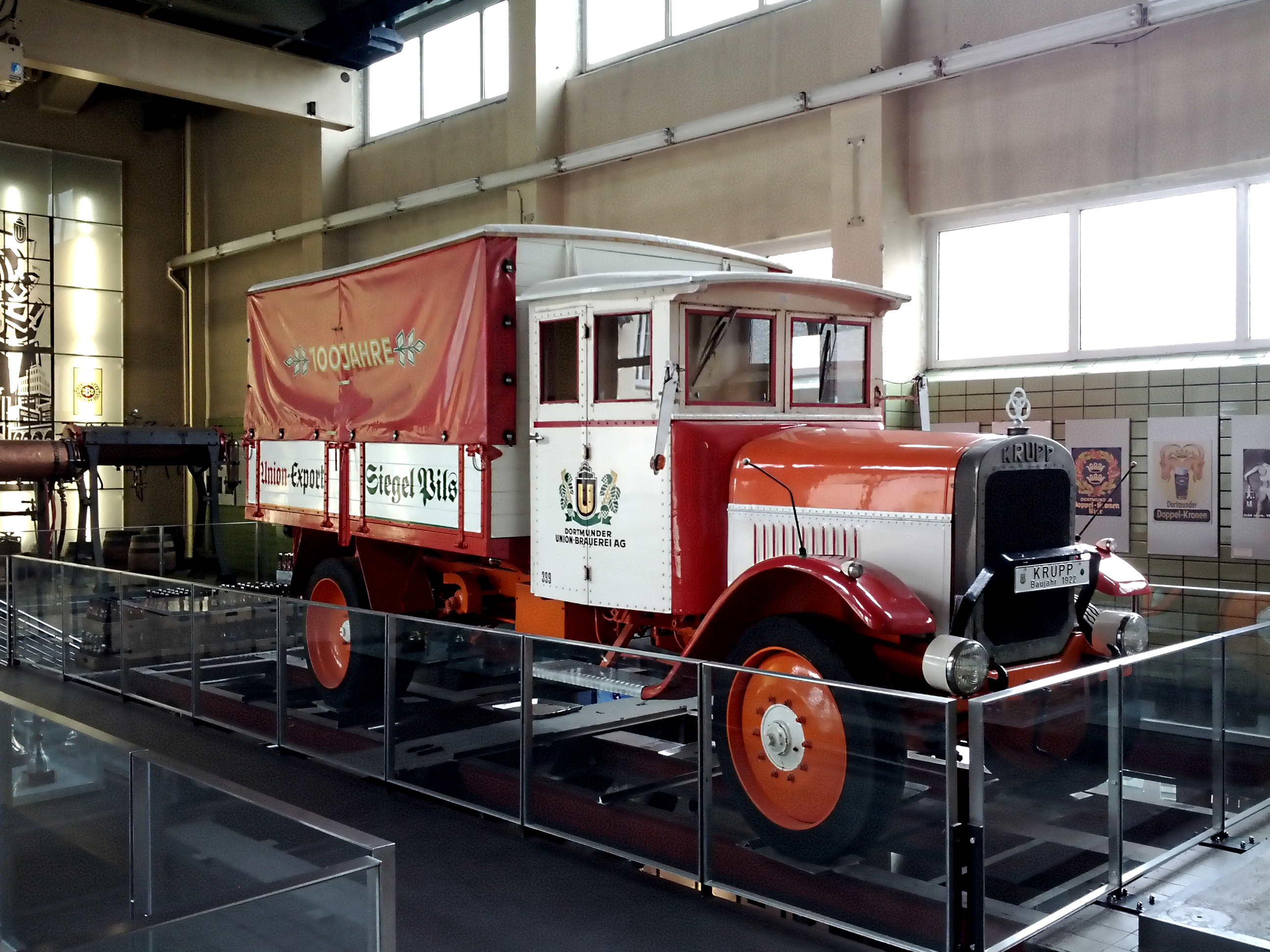
Autocarro Krupp del 1922

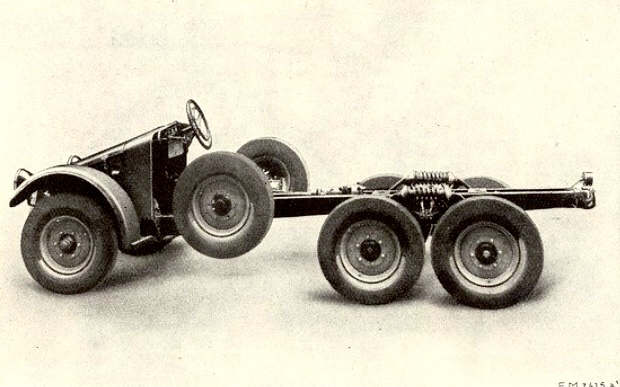
Telaio Krupp del L 2 H 43 (1933-1936)

Krupp dal 1893 fece ricerca e sviluppo di motori a combustione interna e negli anni successivi strinse un accordo industriale con l'inventore Rudolf Diesel. Questo accordo portò nel 1898 alla presentazione, durante la Zweiten Kraft- und Arbeitsmaschinenausstellung di Monaco, di un motore Diesel. Con la fine della prima guerra mondiale alla Germania, con il trattato di Versailles, venne proibita l'espansione industriale per il riarmo. La società Krupp quindi si concentrò sulla produzione di prodotti ad uso civile e con la Krupp-Krawa iniziò la produzione di mezzi di trasporto. Come altri gruppi industriali, MAN, VOMAG e Magirus, iniziò la produzione redditizia di veicoli commerciali durante gli anni '20.
Per un piccolo autobus la Krupp produsse il più piccolo e leggero, e raffreddato ad aria, motore Diesel del mondo; la potenza era di soli 50 CV. Seguì un altro autobus su telaio da 8 tonnellate che entrò in competizione con prodotti della Büssing-NAG, Daimler-Benz, VOMAG e Henschel.
Il programma del Reichswehr comportò per la Krupp nel 1925 la produzione di un sei ruote da 8 ton, e nel 1926 di un sei ruote da 2 ton. Entrambi per il mercato civile. Nel 1928 seguì il L 4, da 2 ton.
Dopo i veicoli tipo L 4, nel 1929 tre prototipi designati L 3 H 63 vennero approntati. Questi veicoli nel 1931 con alcune modifiche (motore, freni idraulici e freni ad aria Knorr-Bremse) furono i primi impiegati per le nuove forze armate Reichswehr. Tra il 1929 e il 1935 vennero approntati 373 L 3 H 63 e dal 1936 al 1938 i L 3 H 163 vennero prodotti in 2.496 esemplari.
Nel 1933 venne impostato il Protzkraftwagen Kfz. 69 designato Krupp Protze. Dal 1936 al 1942 ne vennero prodotti circa 7.000.
Per il riarmo venne anche prodotto il primo grande carro armato tedesco il Panzer I. Nel 1930 venne presentato al  Heereswaffenamt.
Krupp dal 1931 costruì motori su licenza Junkers del tipo a ciclo Diesel con derivazione aeronautica a pistoni opposti.

### Secondo dopoguerra
Dopo la fine della seconda guerra mondiale, l'accordo alla Conferenza di Potsdam permise dal 1946 il ritorno alla produzione. Gli stabilimenti di Essen vennero spostati a Kulmbach, Bamberga e Norimberga. Contemporaneamente il marchio „Krupp“ e fino al 1954 divenne „Südwerke“.

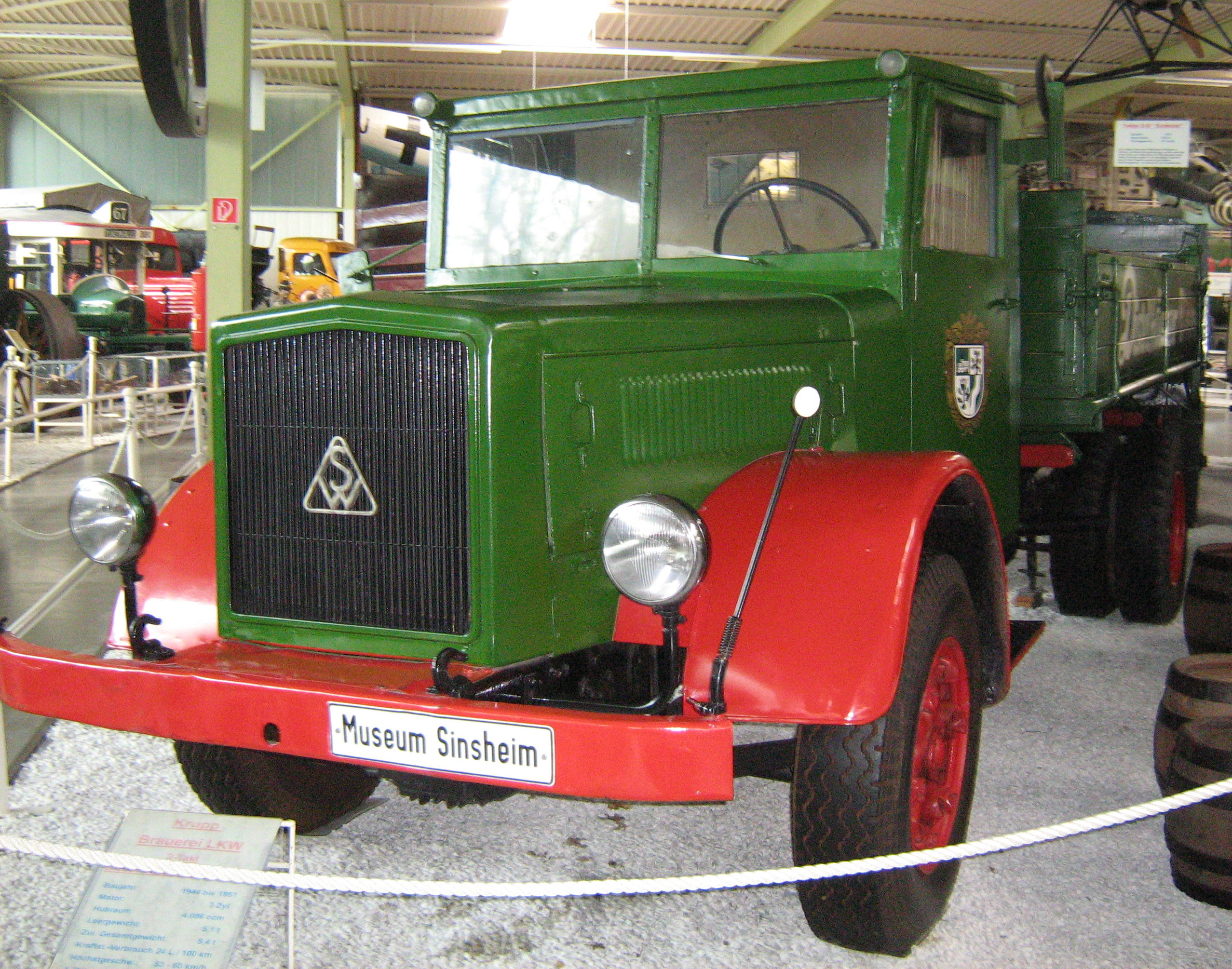
Südwerke  del 1944–1951
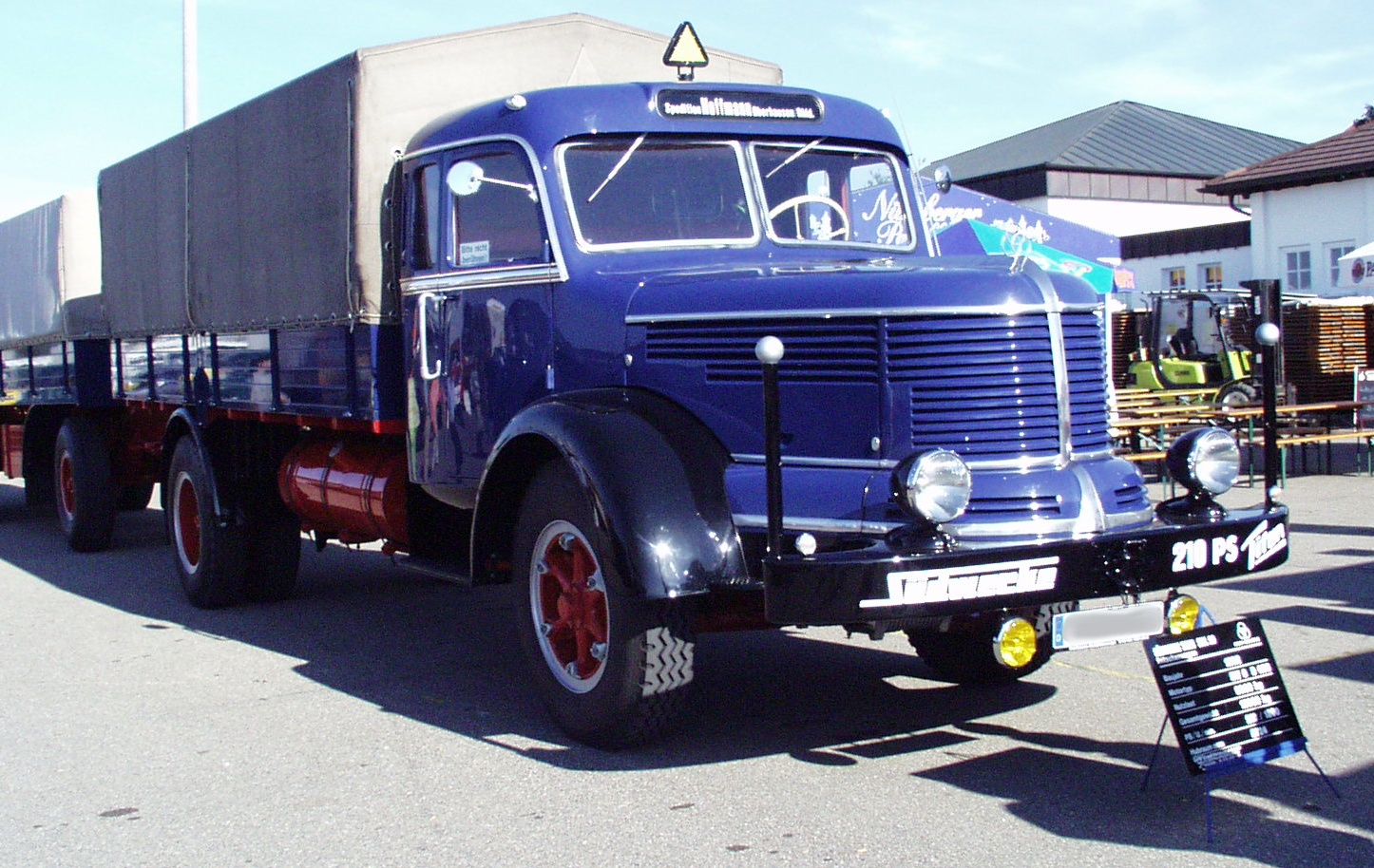
Südwerke-Titan
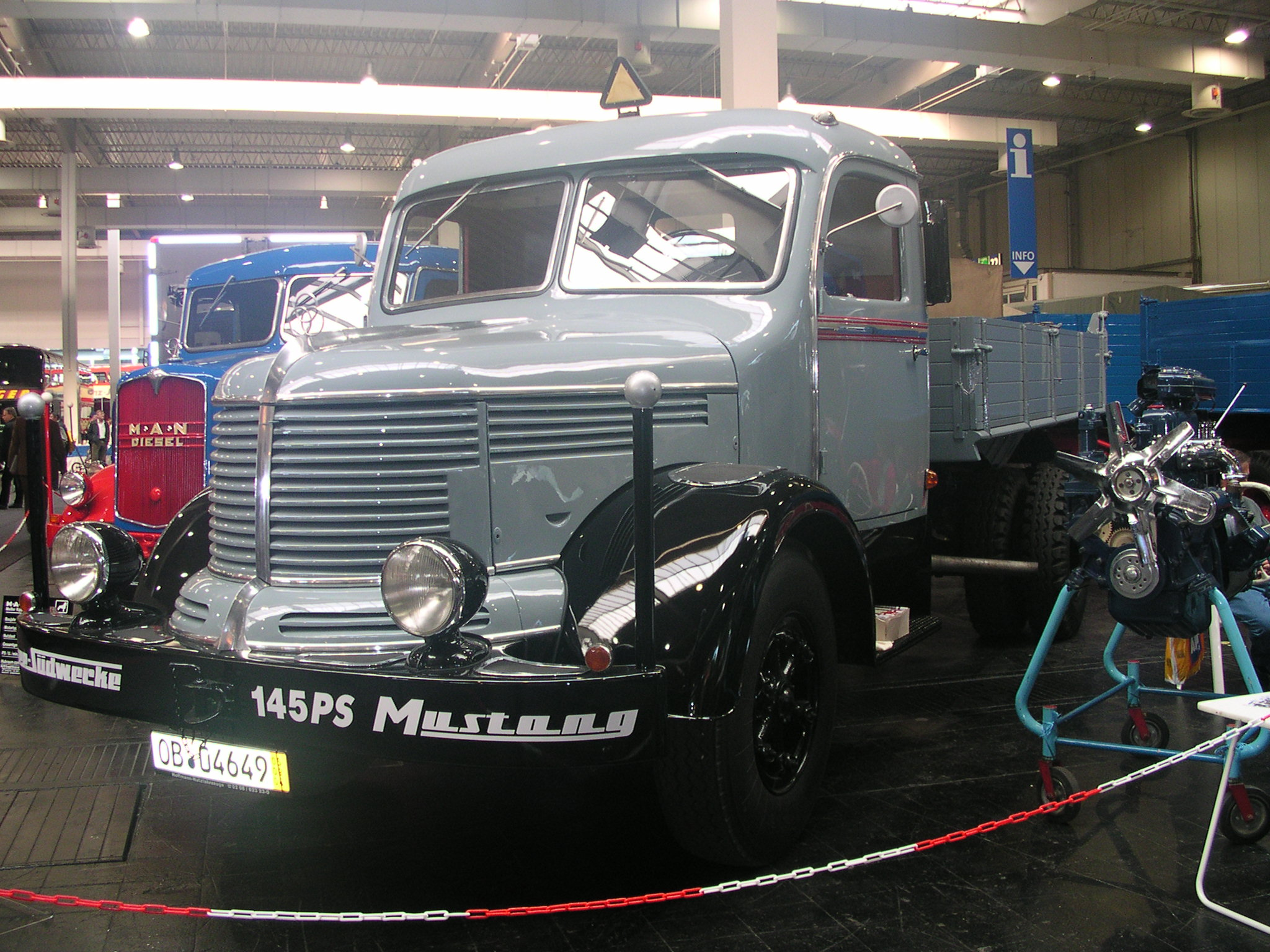
Südwerke Mustang (K70)
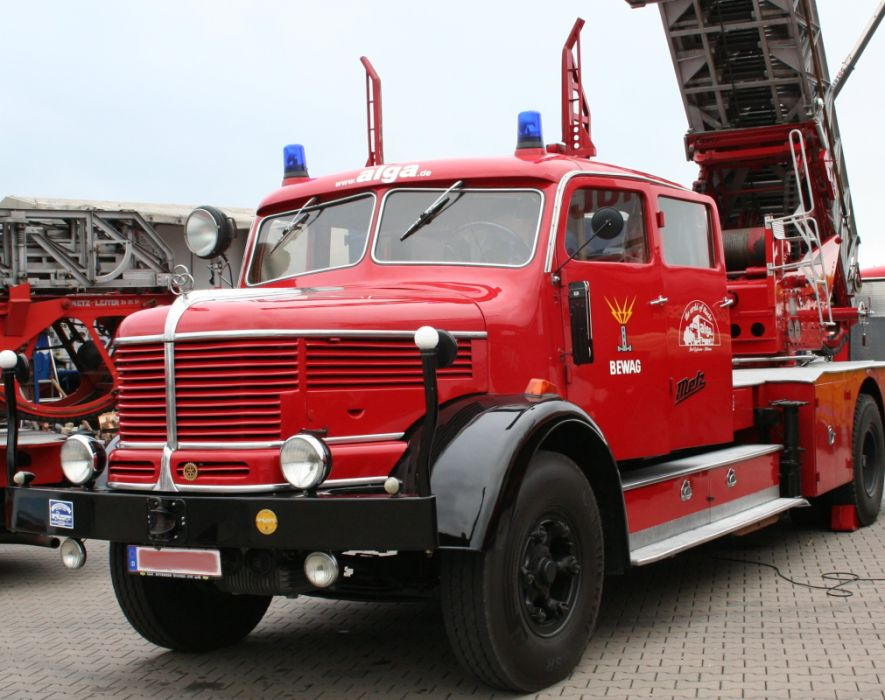
Krupp Mustang (L8TG5)

Nel 1950 Krupp presentò il Titan, con motore Diesel da 190 CV (dal 1951 a 210 CV). Seguirono i modelli Mustang e Büffel. Nel 1953 la produzione si spostò ancora ad Essen.

### Modernizzazione degli anni '50

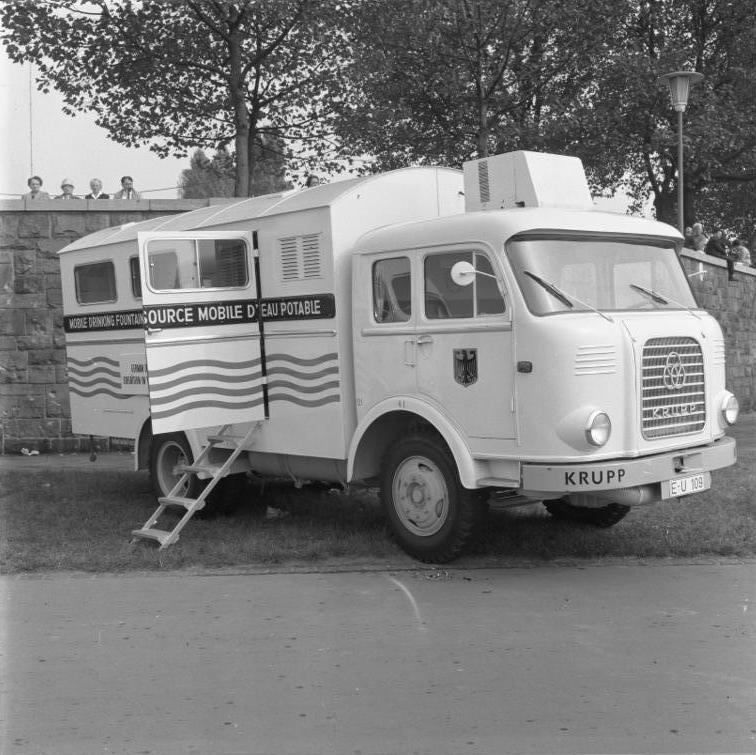
Krupp-Frontlenker
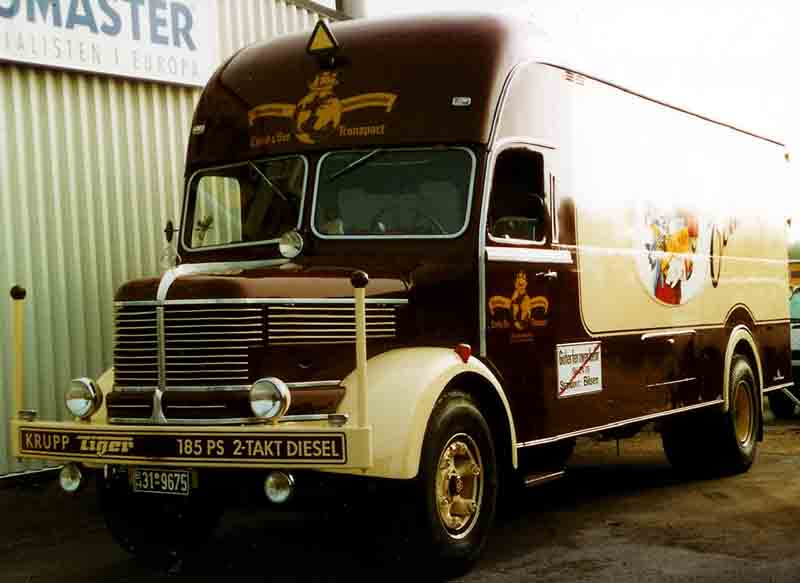
Krupp Tiger
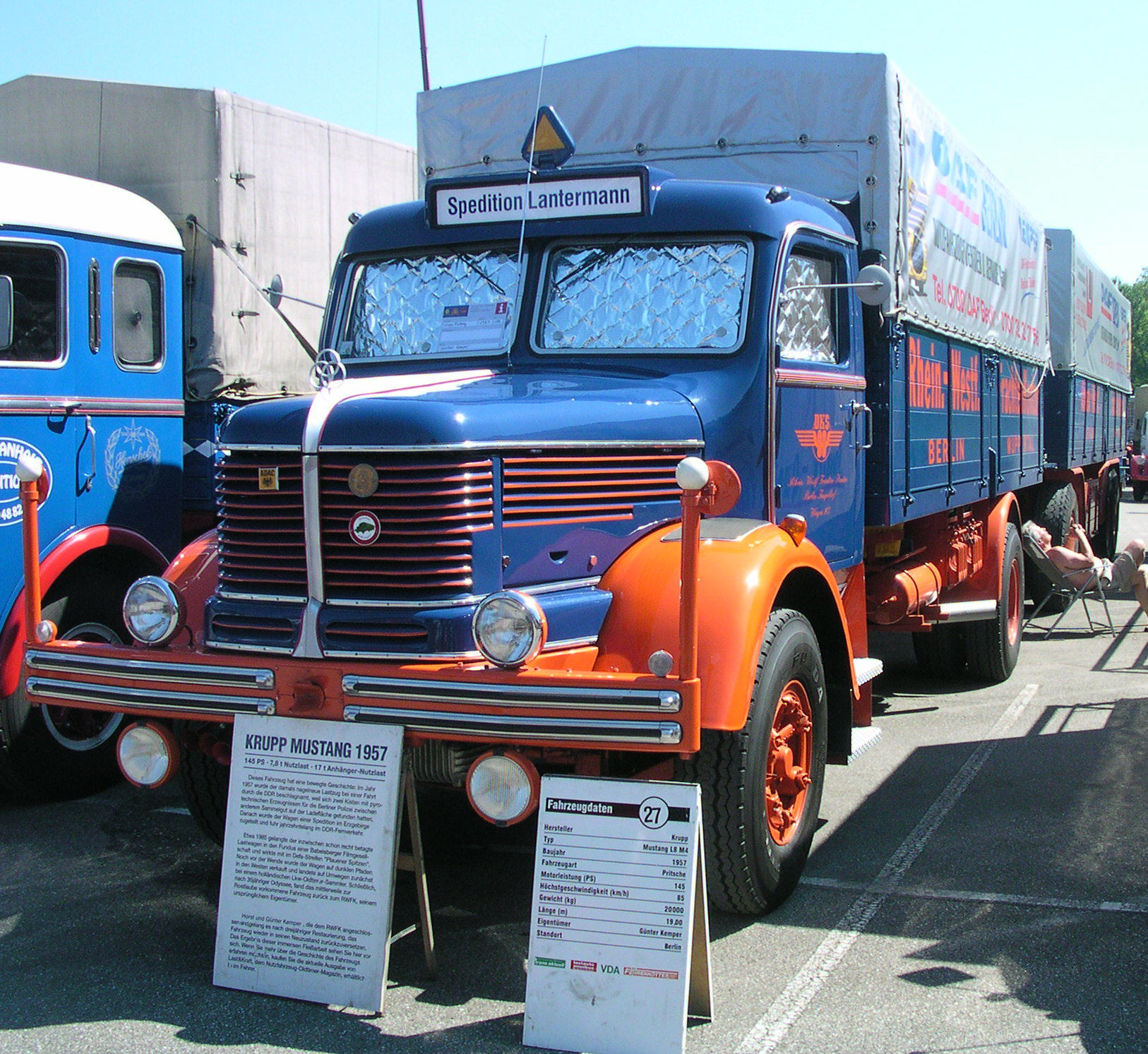
Krupp Mustang (L8M4)
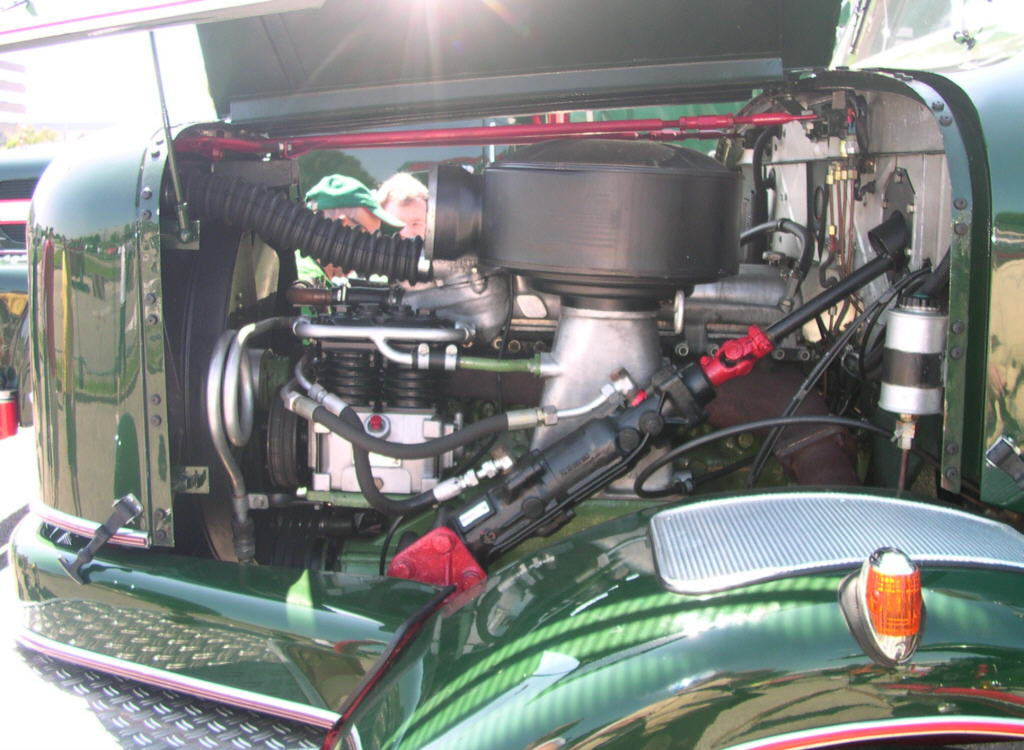
Mustang (801); Motorraum
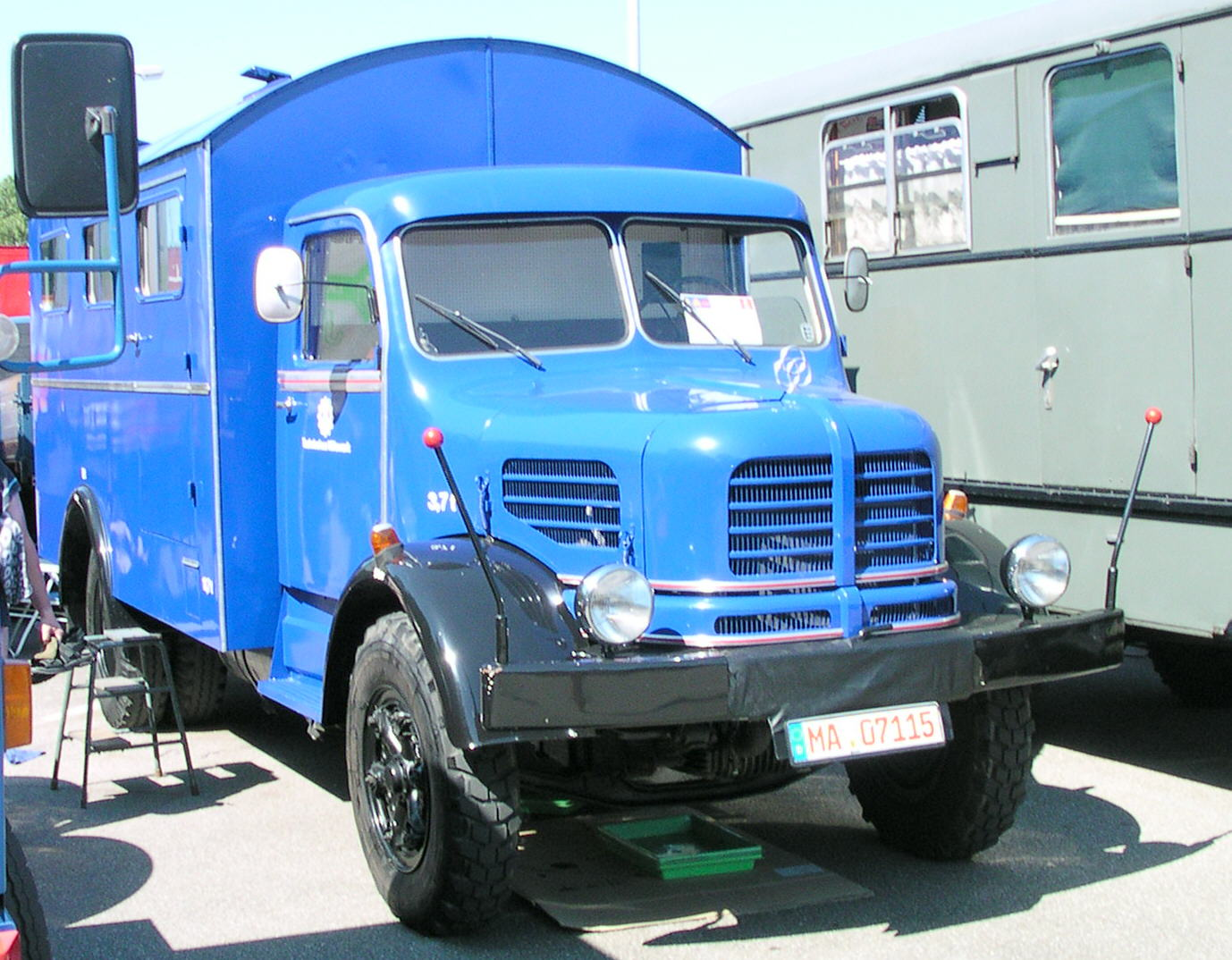
Krupp Widder della THW
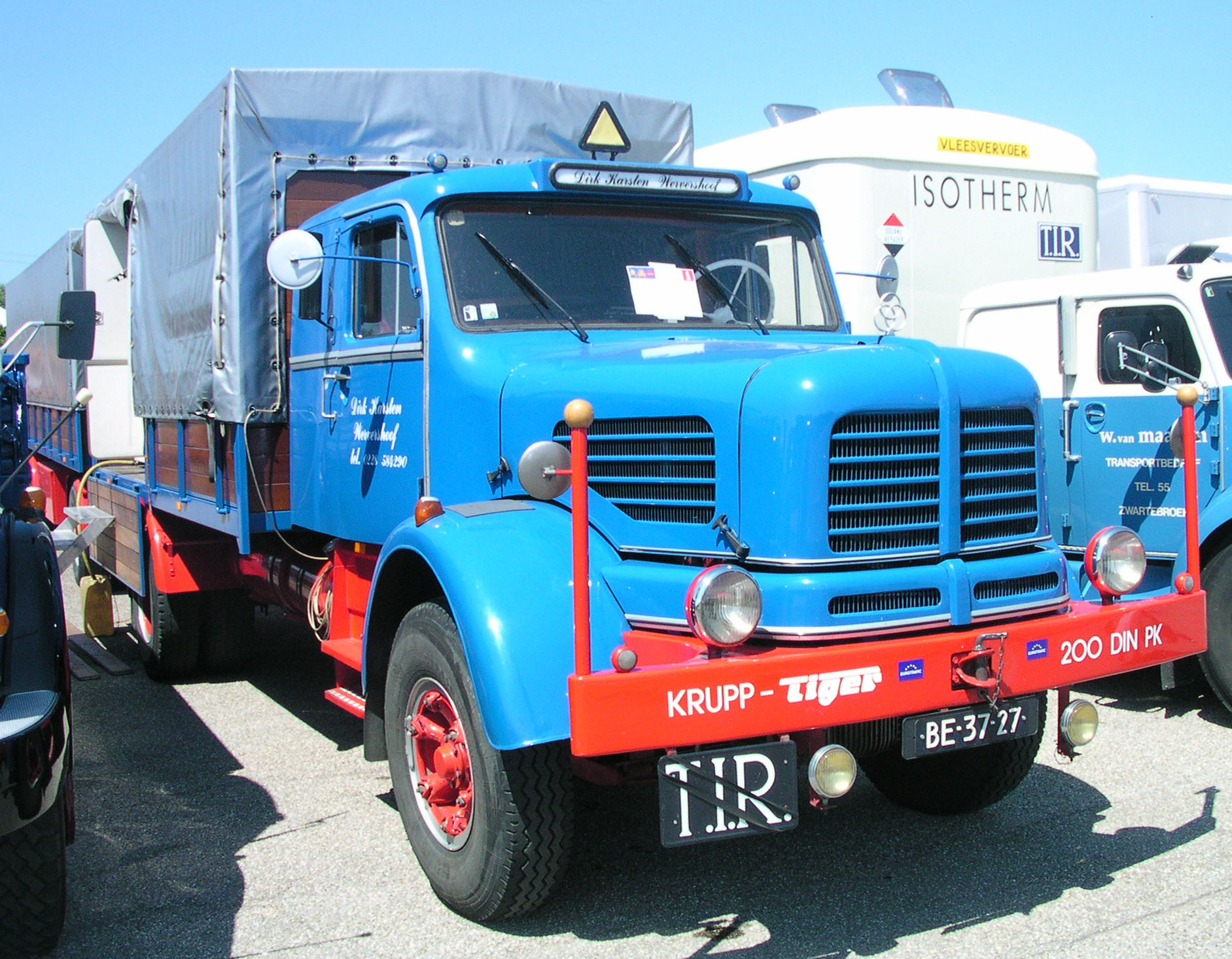
Krupp Tiger
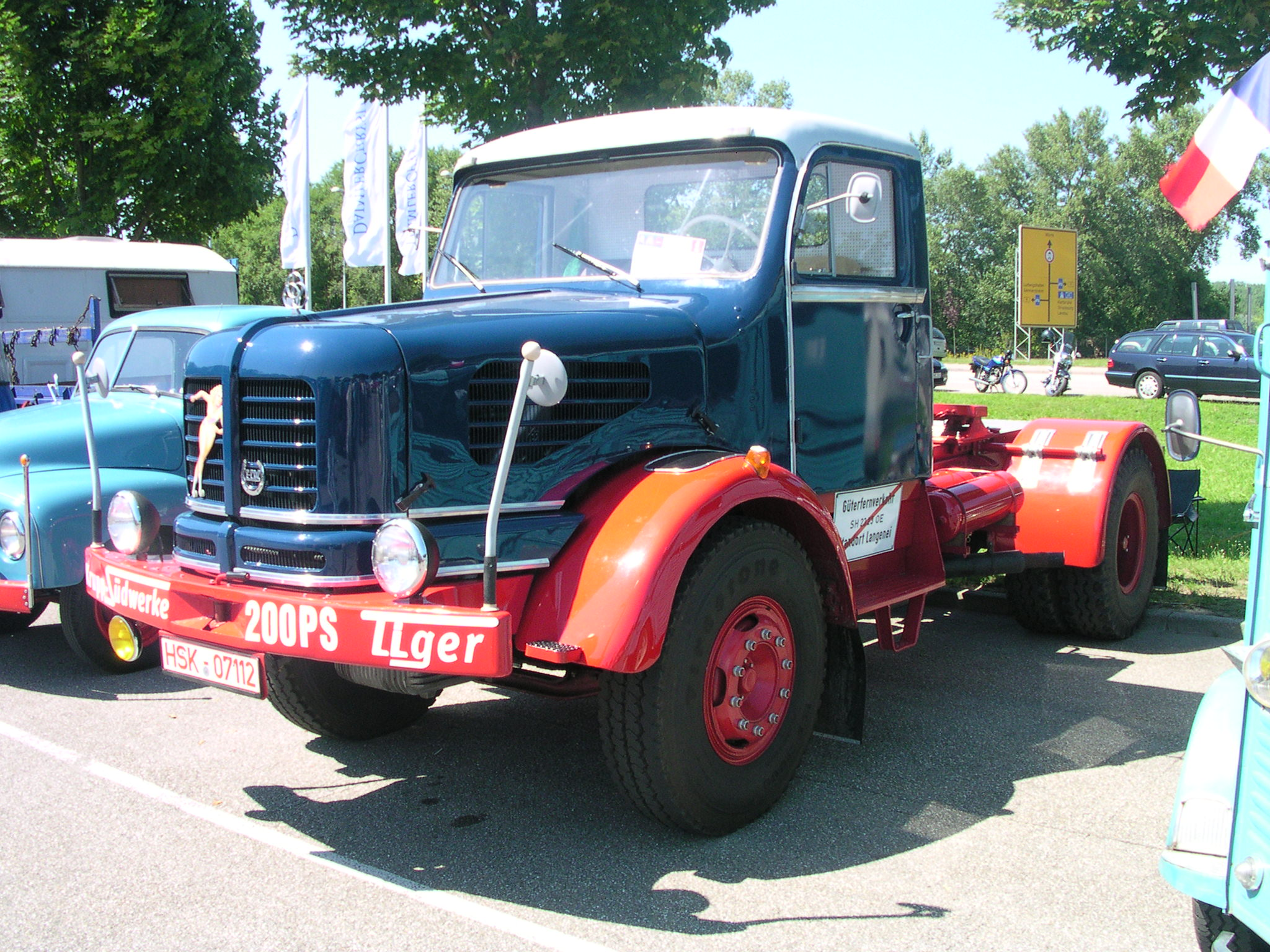
Krupp Tiger
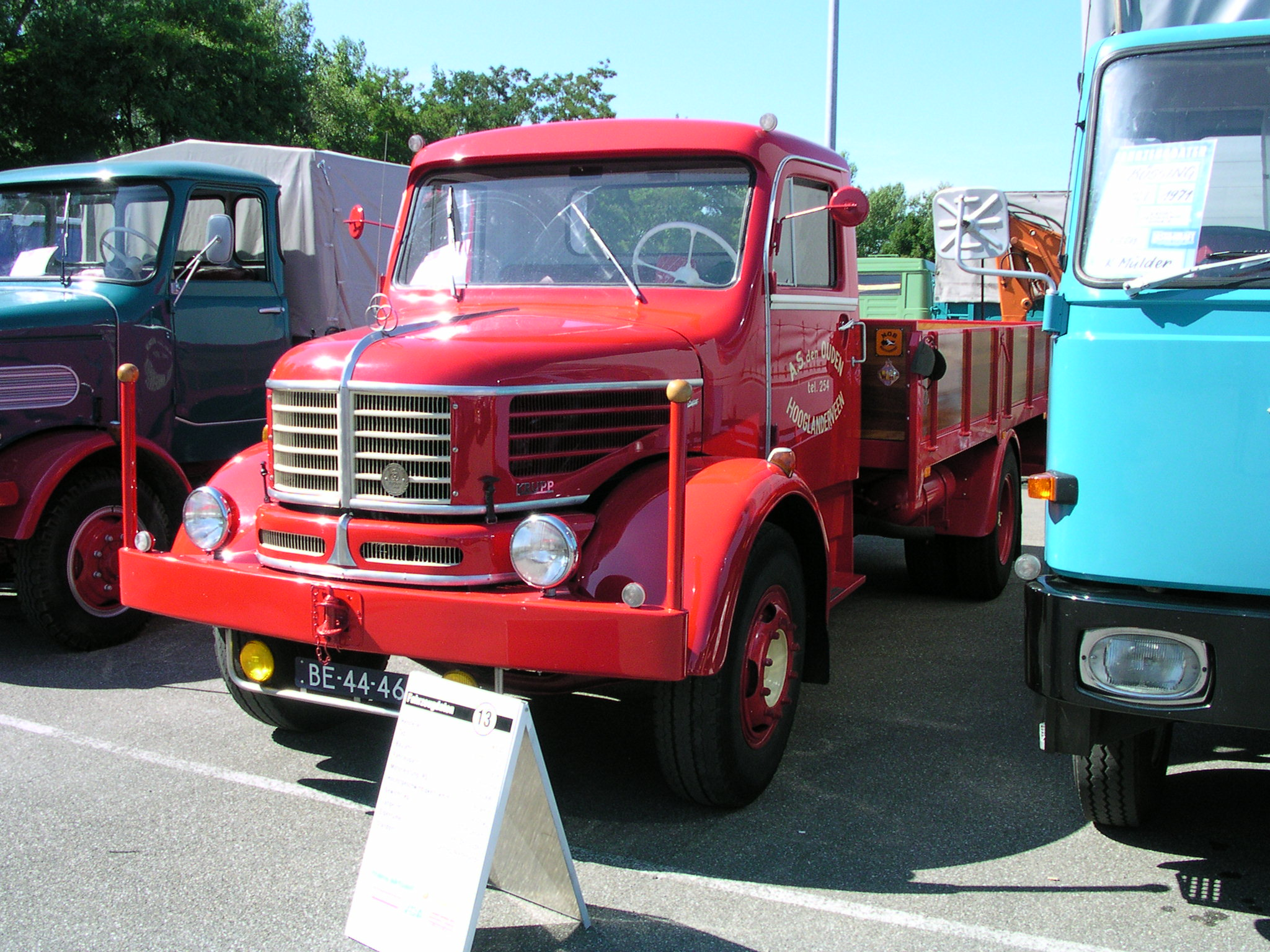
Elch (L70E3)
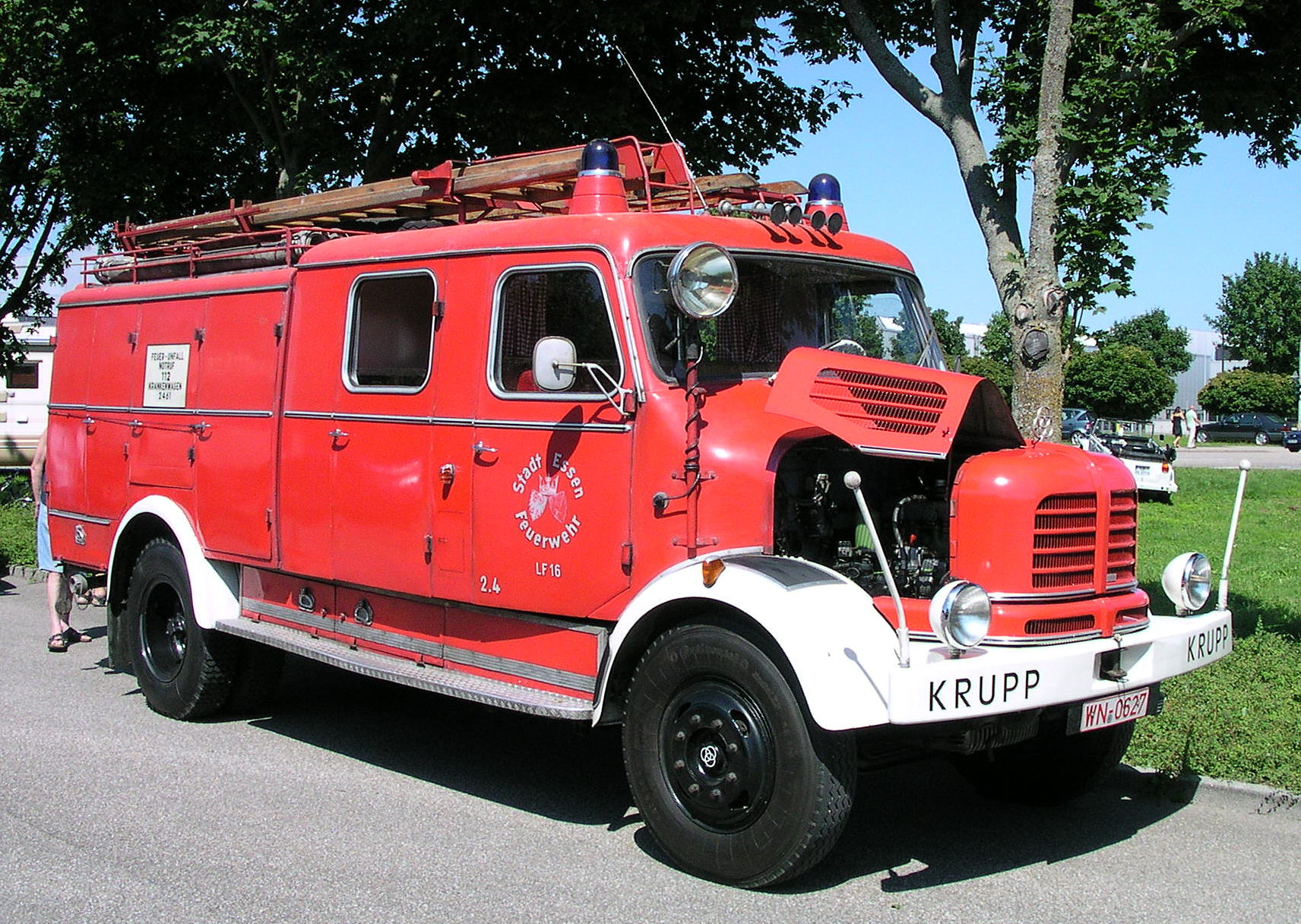
Elch-Feuerwehr
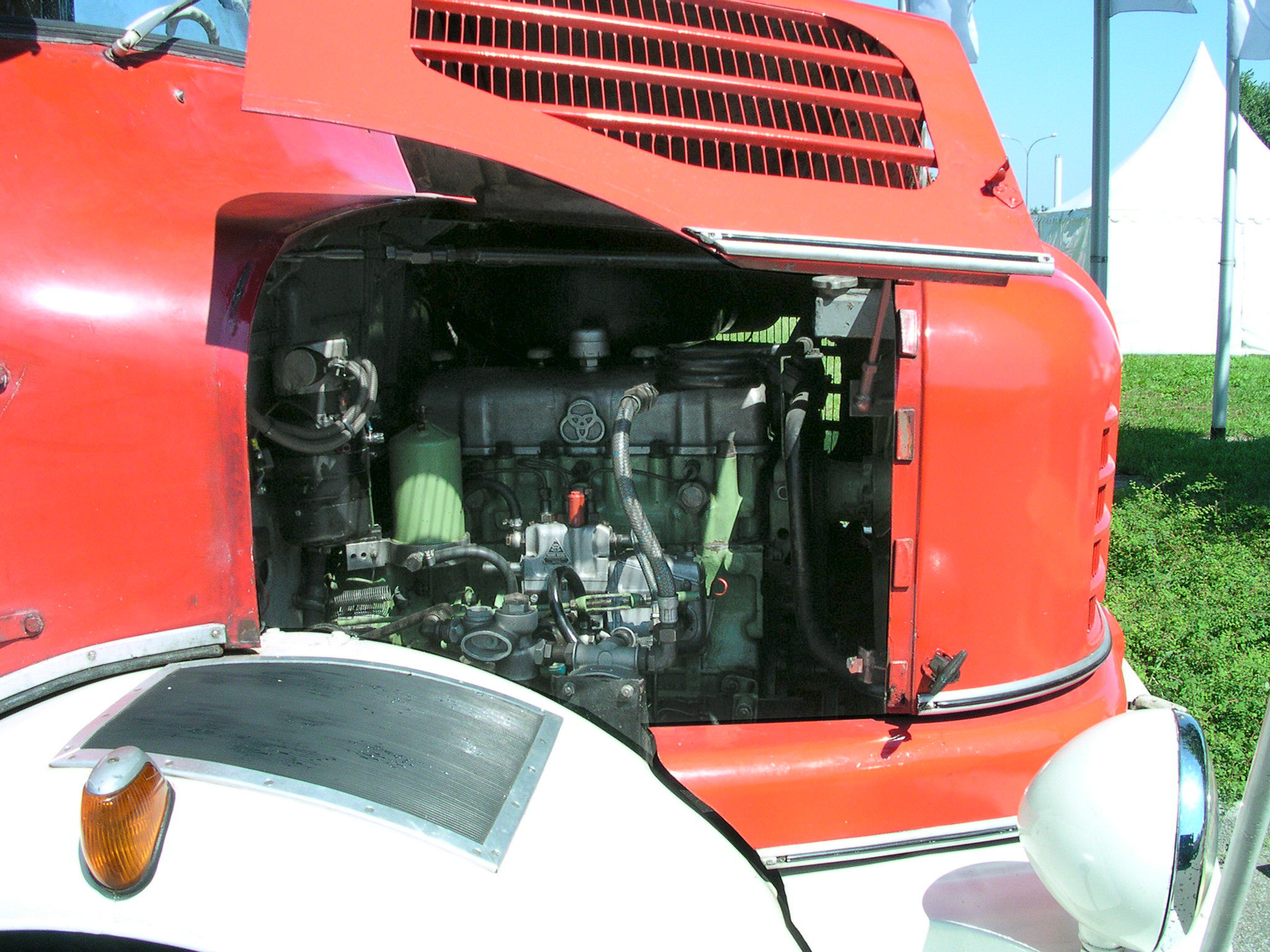
Elch-Feuerwehr, vano motore
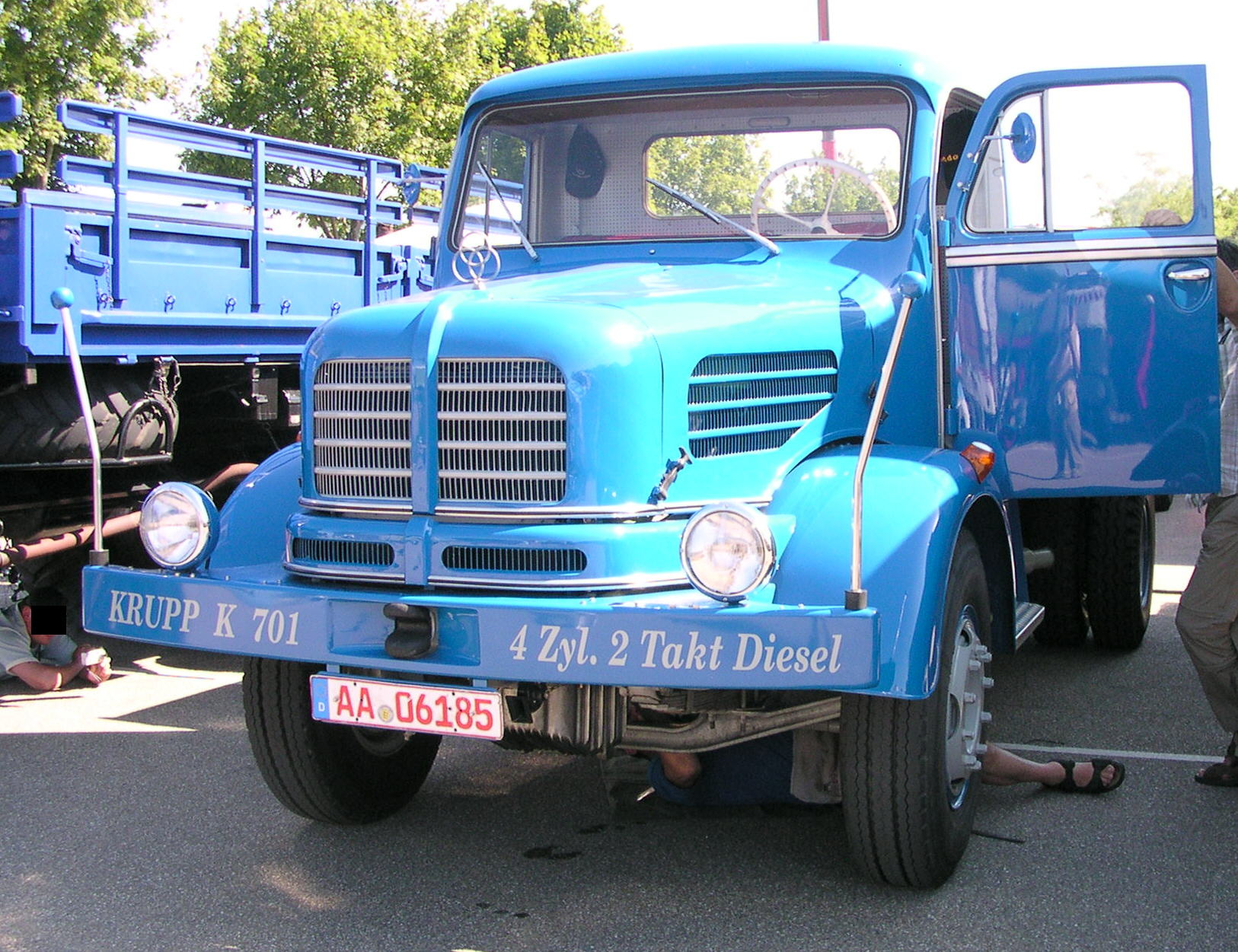
K 701 Pritsche
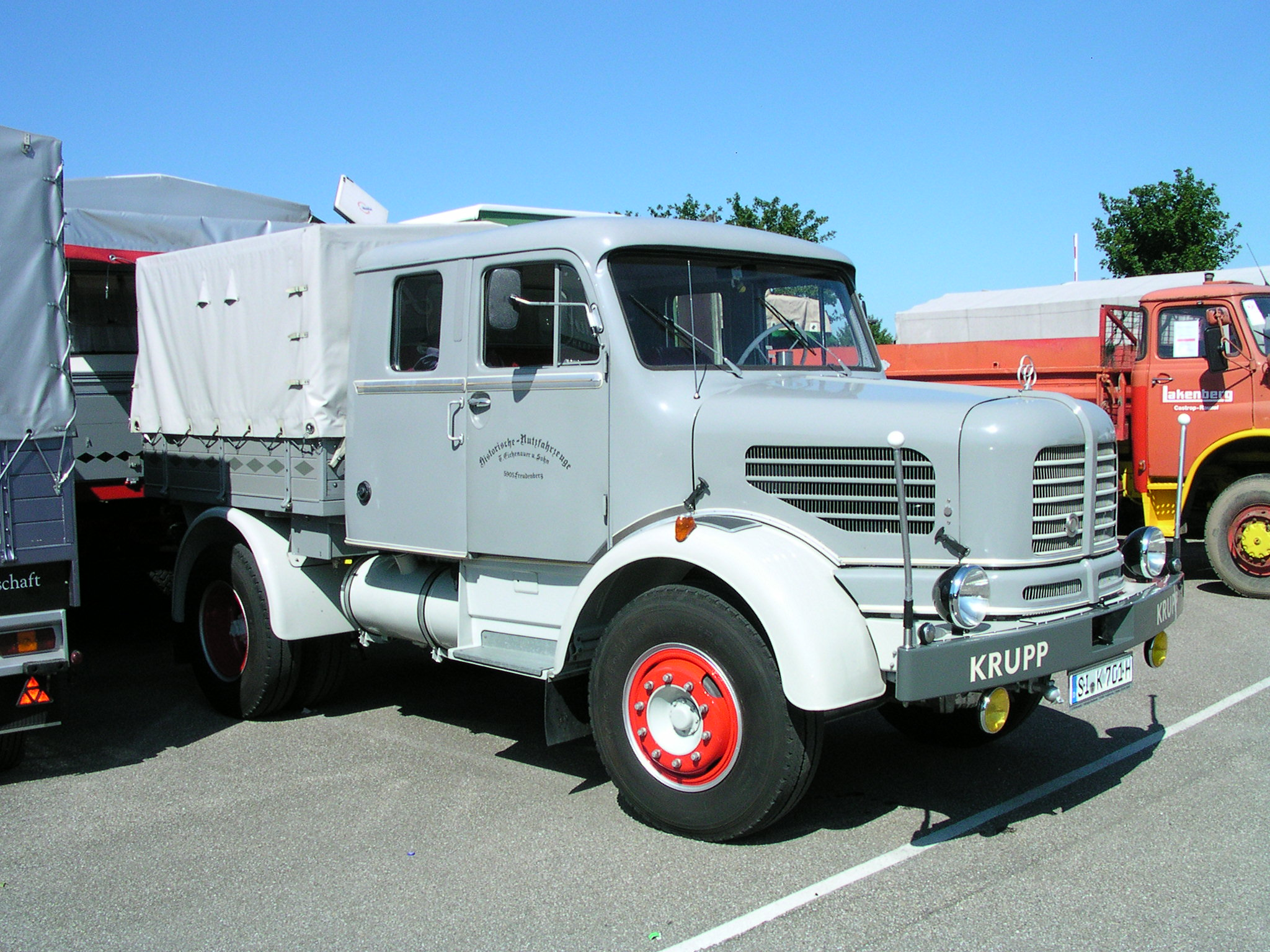
K 701 cabina doppia

Nel 1955 la modernizzazione della produzione portò dal Titan al Tiger. Anche il Mustang e il Büffel vennero reimpostati. Seguirono il Widder ed altri.

### Nuovi veicoli a guida frontale

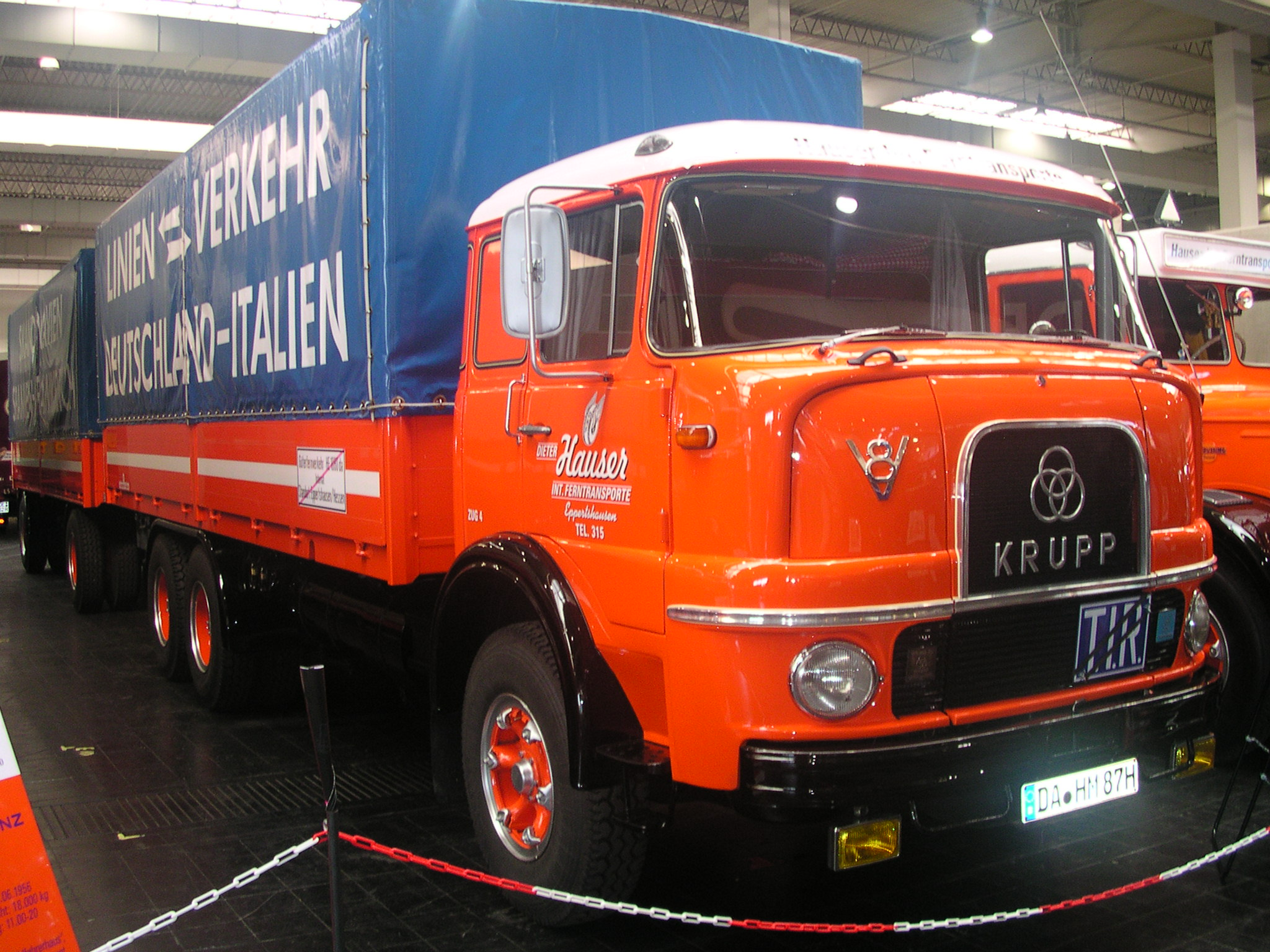
LF 380 Frontlenker
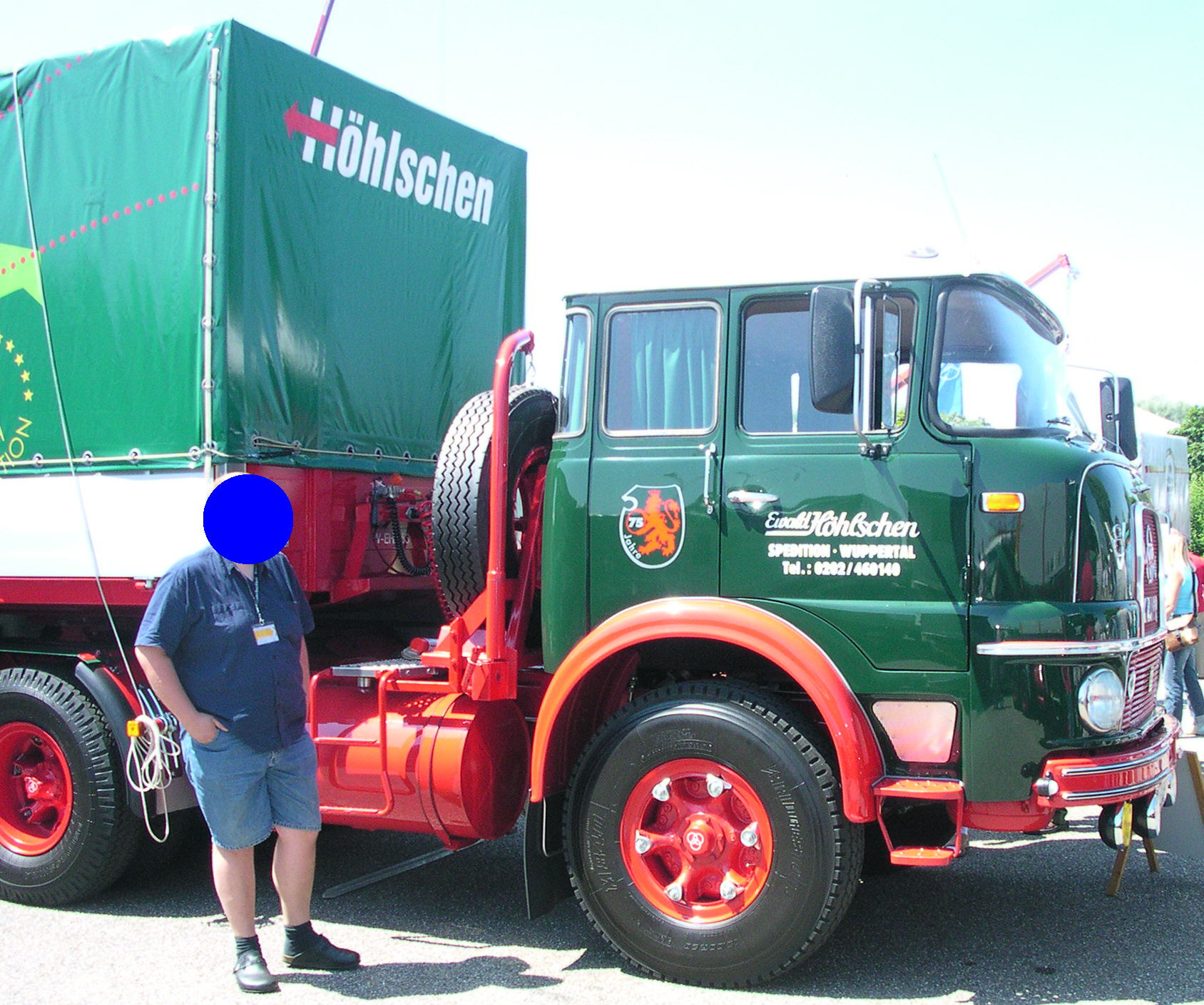
Frontlenker
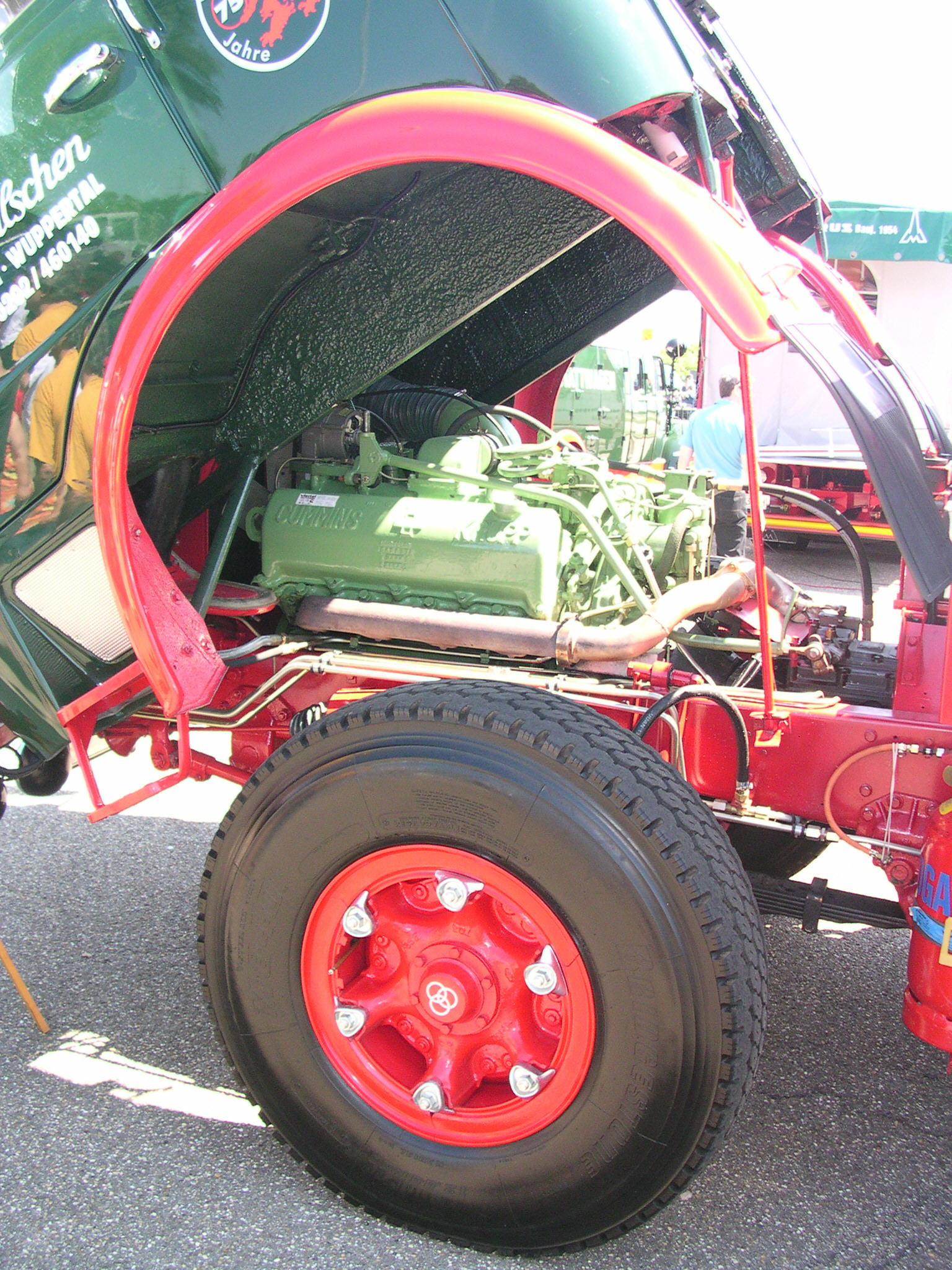
Frontlenker con cabina ribaltabile
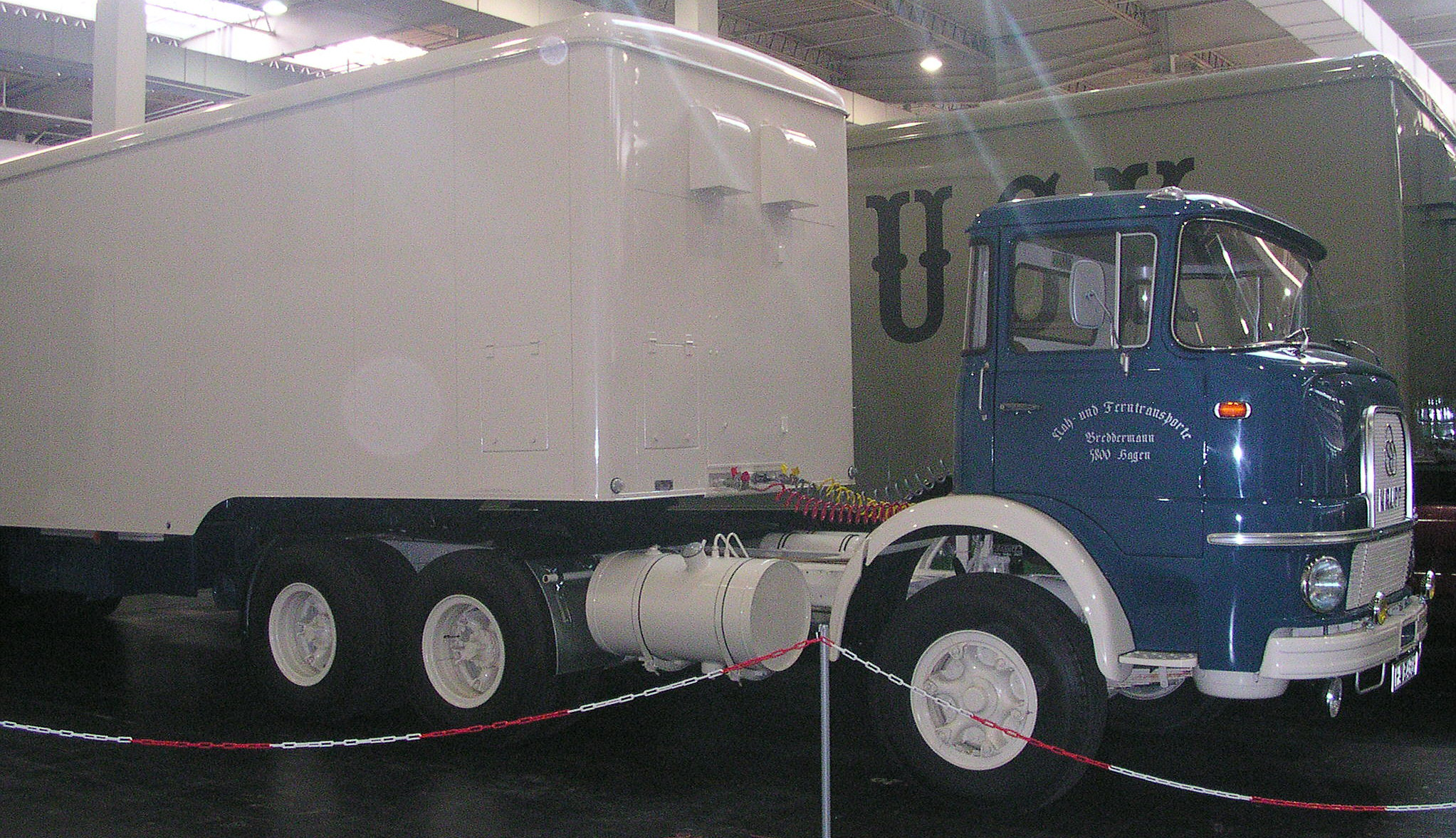
Frontlenker
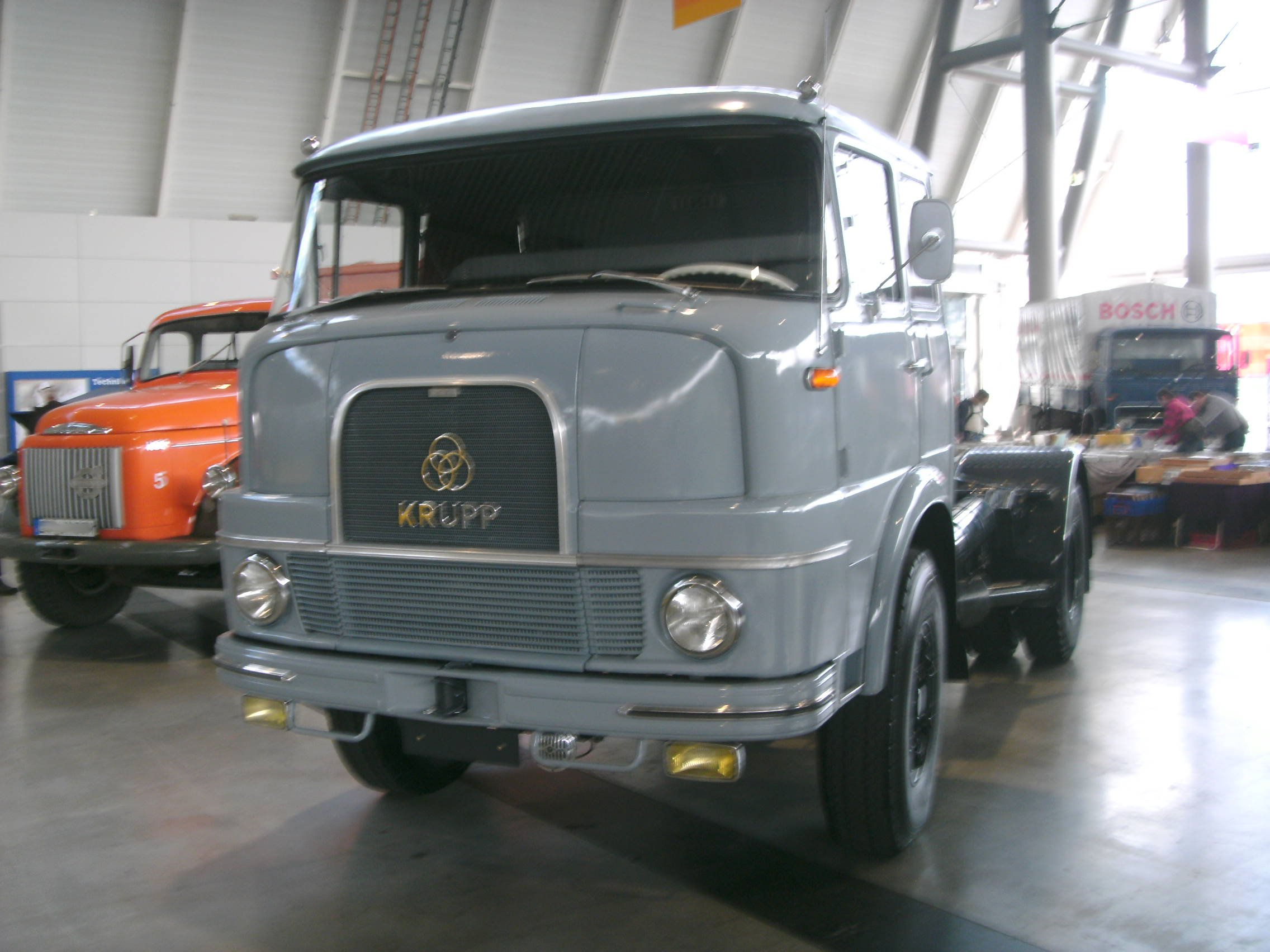
Krupp SF 901
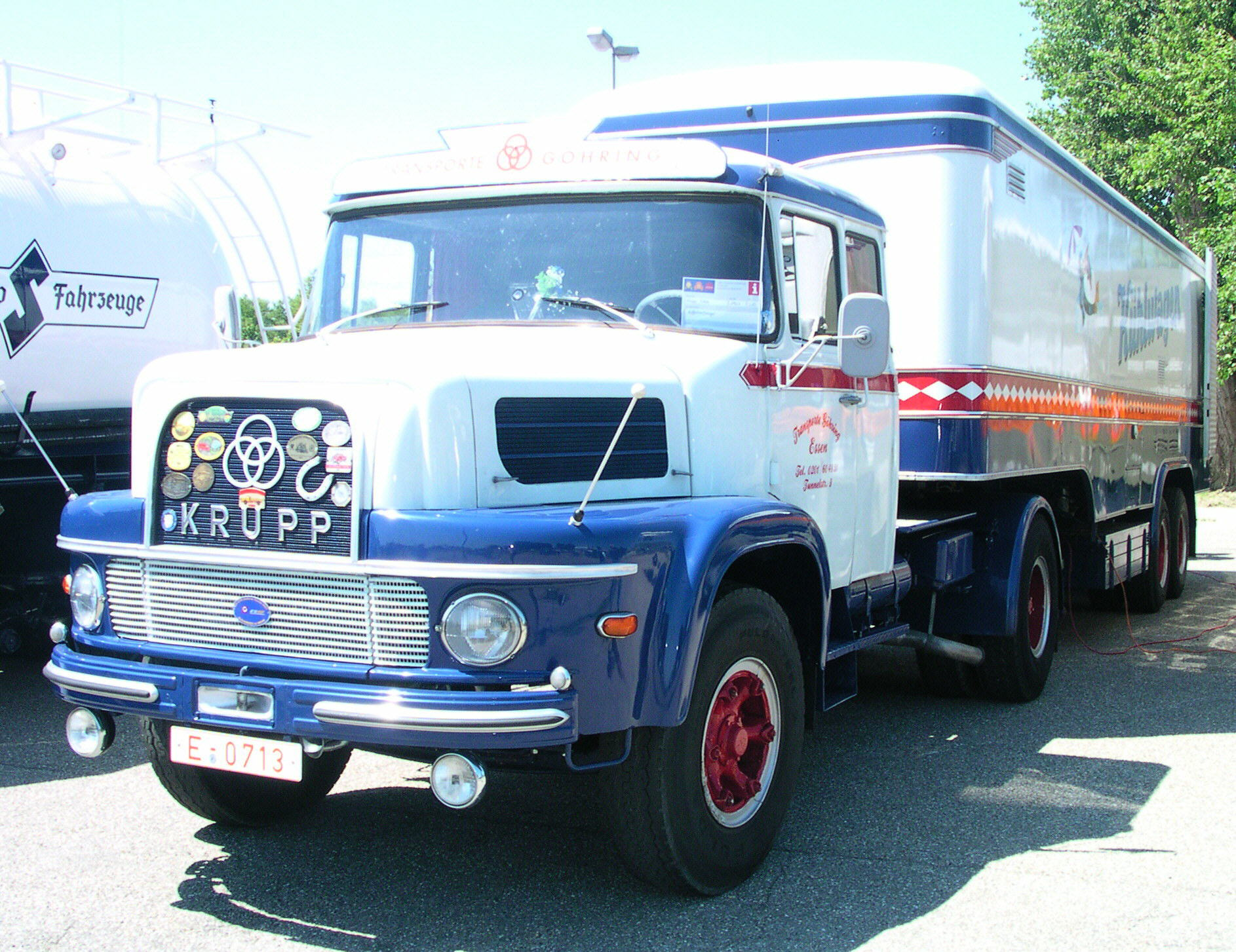
S 806 Hauber
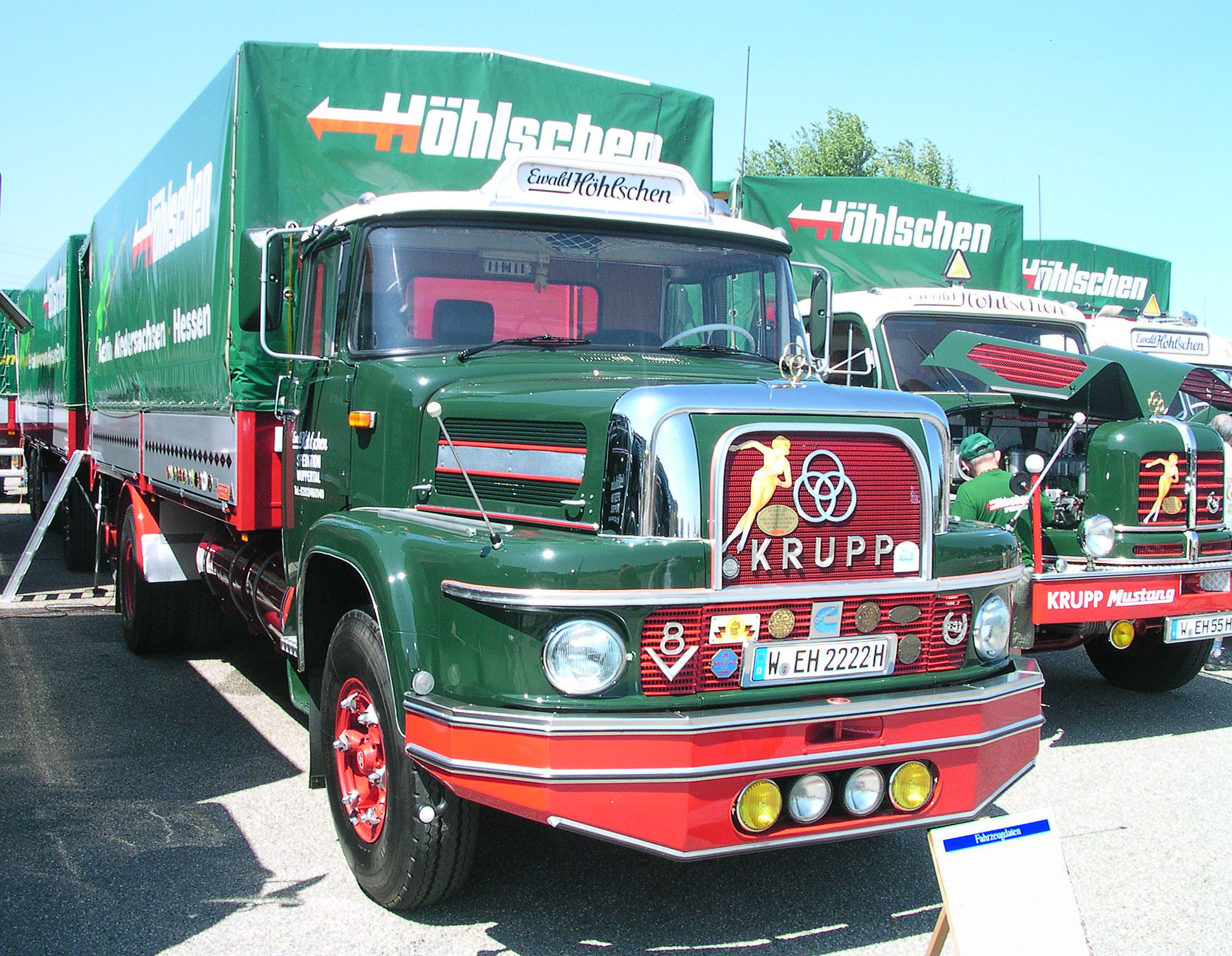
1080 Hauber
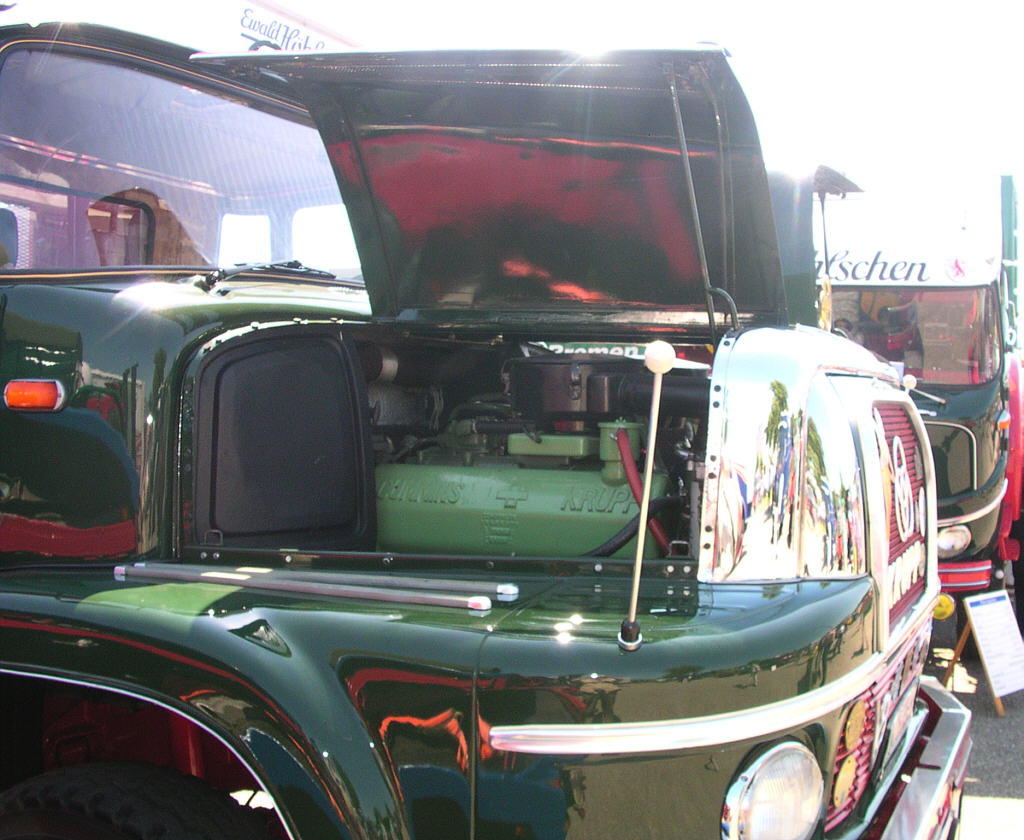
Hauber; vano motore
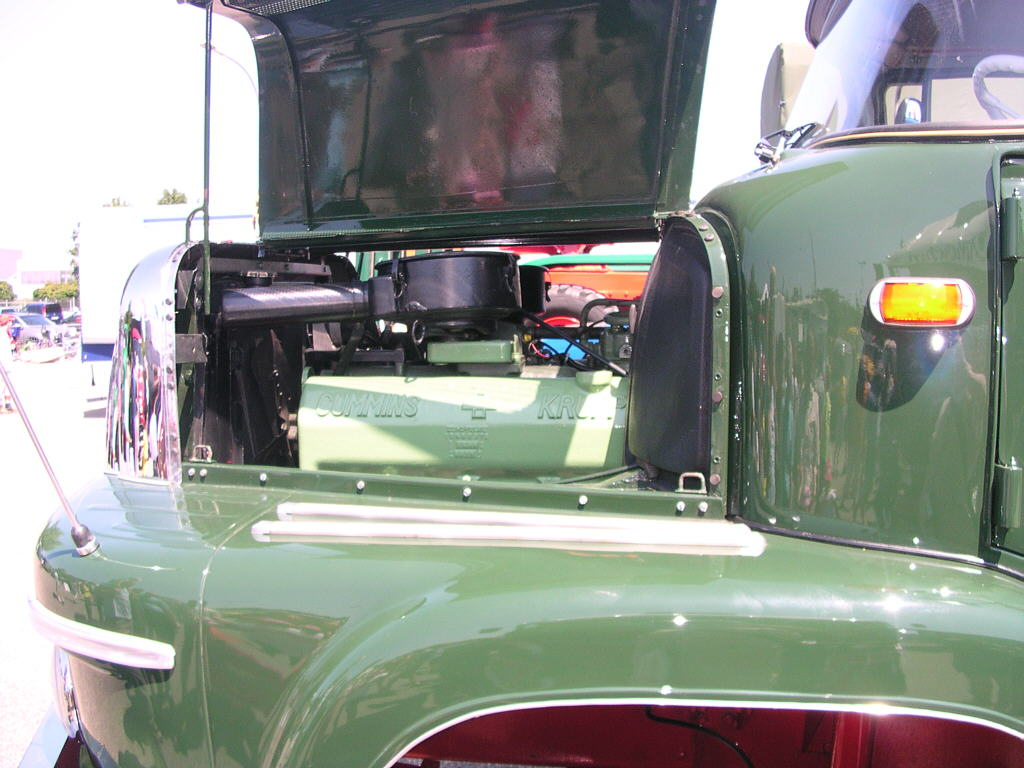
Hauber; vano motore

Nel 1965 Krupp fu il primo produttore di veicoli commerciali della Germania.

### Fine produzione veicoli
Dopo la guerra i motori Diesel della Krupp divennero più rari e dal 1963 iniziò la produzione su licenza Cummins Engine. Le vendite che raggiunsero l'apice nel 1965 iniziarono a calare e nel 1968 la società madre Krupp cedette l'azienda di veicoli Krupp-Krawa alla Daimler-Benz. Anche le concorrenti Büssing AG e Henschel seguirono la stessa sorte. Veicoli Krupp vennero impiegati nell'uso comune fino alla metà degli anni '80.

## Altri prodotti

### Autobus

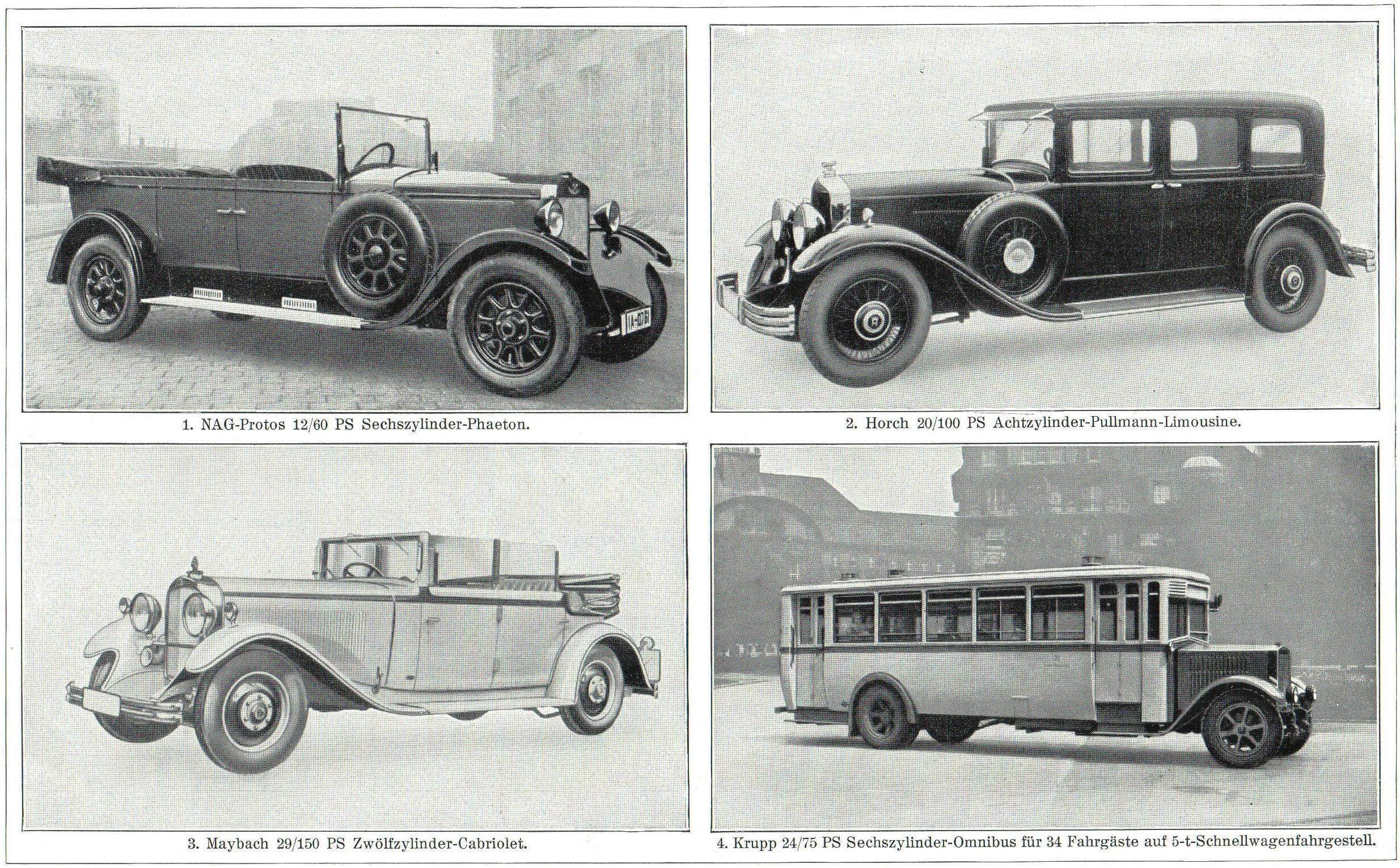
Krupp Omnibus (1932)

Vennero prodotti anche autobus per il mercato della Germania Ovest. Nel 1955 produssero 64 autobus. La produzione diminuì negli anni successivi 1960-61 con soli tre esemplari costruiti. Dal 1963 vennero prodotti solo autocarri. Comunque vennero prodotti anche, dal 1968 al 1974, 80 filobus tipo Trolleybus Solingen.

### Autocompattatori
Durante gli anni '50-'60 vennero prodotti autocompattatori che fino al 1954 vennero marchiati „Südwerke“. Iniziarono nel 1951 con il Cyklob, di 13,5 tonnellate. Nel 1953 seguì il Gigant, di 19 tonnellate. Un'altra serie del 1957 arrivò a 22 tonnellate di Mtt.
Con la cessazione della attività nel 1968 la divisione mezzi per rifiuti venne ceduta alla FAUN.

### Scooter

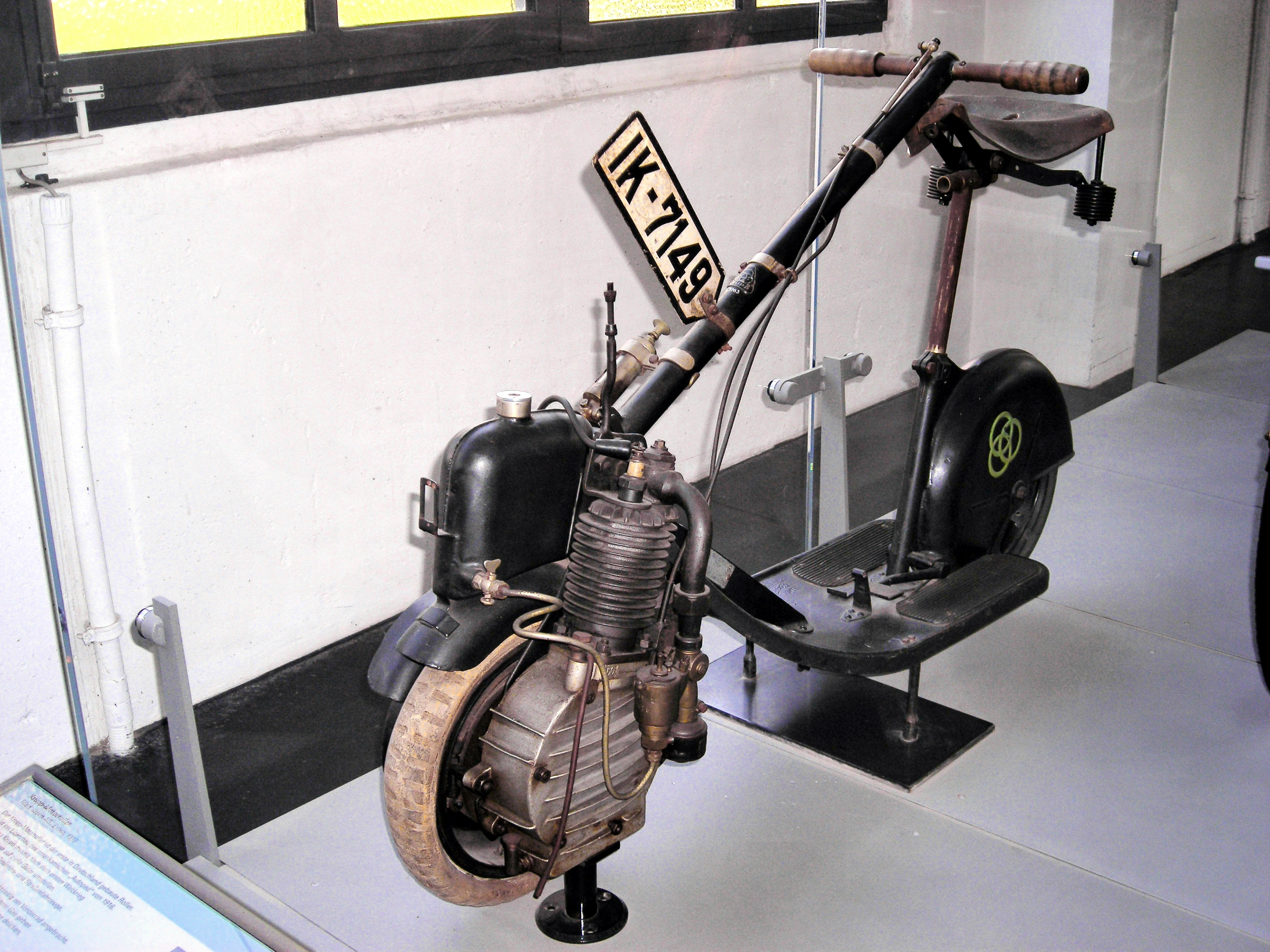
Krupp-Roller

La „Fried. Krupp A. G., Abteilung Motorbau“ di Essen produsse dal 1919 un „Motorläufer“, ovvero uno Scooter di 185 cm³ monocilindrico quattro tempi a trazione anteriore. Lungo 130 cm fu il primo scooter prodotto in Germania. Nel 1921 venne prodotto un modello con motore da 198 cm³. La produzione terminò l'anno successivo nel 1922.

### Spazzatrice

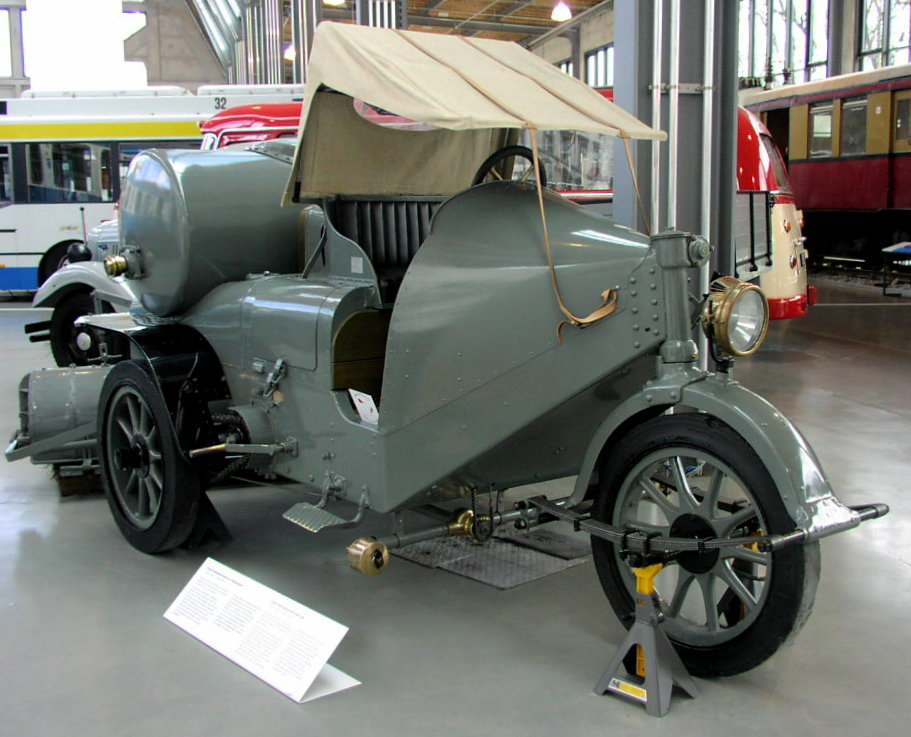
Spazzatrice Krupp

Negli anni '20 venne prodotta una spazzatrice triciclo, prodotto poi ripreso nel secondo dopoguerra dalla Magirus-Deutz, modificata e designata come „Mokema“ (Motor-Kehr-Maschine).